# 霍步刚
霍步刚（1970年8月—），男，汉族，江苏淮安人，中国共产党党员，中华人民共和国政治人物。现任中共辽宁省委常委、政法委书记、沈阳市委书记。

## 人物经历
曾任辽宁省财政厅党组书记、厅长，中共辽阳市委书记等职务。2023年1月，当选为辽宁省人民政府副省长。2024年2月，任中共辽宁省委常委、政法委书记。2025年5月，任中共沈阳市委书记。